# Biblioteca Nacional de Turkmenistán
La Biblioteca del Estado de Turkmenistán, (Döwlet kitaphanasy, en turkmeno) está situada en Asjabad, capital de Turkmenistán, y fue fundada el 1 de agosto de 1895. Es parte del Centro Cultural Nacional de Turkmenistán.